# Hirondelle des arbres
Petrochelidon nigricans
Espèce
Synonymes
- Hirundo nigricans (protonyme), Cecropis nigricans

Statut de conservation UICN

 LC  : Préoccupation mineure
L'Hirondelle des arbres (Petrochelidon nigricans) est une espèce de passereaux de la famille des Hirundinidae. Elle est parfois classée dans le genre Hirundo.

## Répartition et sous-espèces
Selon la classification de référence du Congrès ornithologique international (15.1, 2025) elle se répartit en trois sous-espèces (ordre phylogénique) :
- P. n. timoriensis Sharpe, 1885 — Sumba, Alor et Timor ;
- P. n. neglecta Mathews, 1912 — Australie ;
- P. n. nigricans (Vieillot, 1817) — Tasmanie.

Son aire d'hivernage s'étend à travers le pourtour du golfe de Carpentarie, la Nouvelle-Guinée, la région des îles et les îles Salomon.